# Microtus sikimensis
Microtus sikimensis é uma espécie de roedor da família Cricetidae.
Pode ser encontrada nos seguintes países: Butão, China, Índia e Nepal.